# Комщица
 Тази статия е за селото в Годечко.  За реката вижте Височица.  За селото в Ломско вижте Комощица.
Комщица е село в Западна България, в Община Годеч, Софийска област. Селото е кръстено на река Комщица (Височица), която минава през него, а тя от своя страна на връх Ком.

## География
Село Комщица е разположено в планинска котловина, известна като Горни Висок. Намира се на 68 km от столицата София в югозападния дял на Стара планина под южната страна на връх Ком. Едно изключително красиво и живописно място, с климат подходящ за зимен (има естествени писти за ски) и летен туризъм. В района има няколко пещери – Малка и Голяма Балабанова дупка, Търса, Вълчата дупка, Граничарска пещера, Маринова дупка, Шамак, Петриш.

## История
През Комщица минавал римски път Ниш–Пирот-Комщица покрай връх Ком към Северозападна България. Над селото има останки от римска крепост – Калето.
Празникът Видовден, който сега се празнува в гр. Годеч, първоначално се е празнувал в Комщица.
В съкратен регистър на Пиротския кадилък от 1530 година Комощиче е отбелязано като село с 46 домакинства, 23 неженени жители и 7 вдовици. В джелепкешански регистър на Пиротски кадилък от 1581 година като джелепи са отбелязани жителите на Комощица Петър Никин, Йован Стайке, Джуджо Петър, Прибо поп и Дмитър Витомир, които имат задължението да предадат на държавата общо 150 овце.
Комщица през Възраждането е своеобразен културен и занаятчийски център на региона. 1850 година е построено килийно училище. В селото е имало занаятчийски работилници и 5 мандри, в които се е правел балкански кашкавал с много престижни межународни награди на световни изложения.
През 1900 г. Комщица, която е център на община от седем села, има 863 жители, а през 1905 г. – 872. До 1920 година Горни Висок е в границите на България, но след Ньойския договор в България освен Комщица остават само още две височки села – Бърля и Смолча.
През учебната 1926 – 1927 година прогимназията в Комщица има три класа, 51 ученика и четирима учители.

## Културни и природни забележителности
В Комщица се намира черквата „Света Троица“, която е обявена за национален паметник на културата. Изографисана е от майстори на Самоковската школа и притежава уникален иконостас. На север от селото е пътят за връх Ком. Гледката е много красива, минава се по каньона на река Височица и пътят продължава за връх Ком. За любителите на пещери има някои доста известни, както и някои некартирани пещери. Река Комщица над селото е много красива и за риболовците има балканска пъстърва.
На 6 юли 2008 г. беше осветена новата камбанария, която е построена на мястото на старата, като архитектурният стил е запазен напълно. Това събитие се случи с помощта на средства, дарени от комщичани и средства осигурени от кметския наместник на селото. Нужни са още малко средства за довършване на оградата и построяване на навес. В селото се намира учебно-изследователска станция на Геолого-географския факултет на Софийския университет, като същата е запустяла.

## Личности
- Димитър Симов – дипломат, консул
- академик Игнат Емануилов – микробиолог
- академик Иван Дуриданов- филолог
- Васка Емануилова – скулпторка
- Манол Николов Манолов- живописец
- Светлана Цветкова – сценограф
- Лъчезар Стефанов – реставратор
- Димитър Митов-Комшин – живописец
- Димитър Готев – скулптор
- проф. Васил Лазаров – ветеринарен лекар, Тракийски университет
- проф. Ради Готев – ветеринарен лекар, Тракийски университет

## Други
- В селото е имало мандра за млечни продукти. Вече несъществуваща.
- През 2005 година завършва изграждането на новия мост в центъра на селото. Подменено изцяло е улично осветление. Пътят до Комщица е асфалтов, добре поддържан.
- Има ферма за отглеждане на животни собственост на Димитър Николаев Ранглов